# 縣道142號
縣道142號（鹿港－莿桐腳），西起彰化縣鹿港鎮王爺厝，東至彰化縣彰化市莿桐腳，全長共計11.322公里。為日治時期指定道路「彰化鹿港道」拓成，大部分路段路名為彰鹿路。
2005年7月，交通部運輸研究所曾計劃將縣道142號升格為省道台42線。

## 行經行政區域
全線均位於彰化縣境內。
| 鹿港鎮 | 王爺厝   | 0.000  | 台17線       | 公路起點         |
| 鹿港鎮 | －       |        |              |                  |
| 鹿港鎮 | 頂厝     | 1.500  | 縣道138甲線  | 縣道138甲線終點  |
| 鹿港鎮 | 頂厝     | －     | 彰18線       |                  |
| 福興鄉 | 橋頭     | 2.900  | （地區道路） |                  |
| 福興鄉 | 番婆     | －     | 彰42線       | 彰42線起點       |
| 福興鄉 | 番婆     | －     | 彰206線      | 彰206線終點      |
| 福興鄉 | 半路店   | －     | 彰27線       |                  |
| 福興鄉 | 大崙     | －     | （地區道路） |                  |
| 鹿港鎮 | 崎溝     | －     | 彰19線       |                  |
| 福興鄉 | 大崙     | －     | （地區道路） |                  |
| 福興鄉 | 大崙     | －     |              |                  |
| 福興鄉 | 大崙     | －     | （地區道路） |                  |
| 福興鄉 | 大崙     | －     |              |                  |
| 福興鄉 | 大崙     | －     | （地區道路） |                  |
| 秀水鄉 | 頭前厝   | －     | （地區道路） |                  |
| 秀水鄉 | －       |        |              |                  |
| 秀水鄉 | 後壁埔   | 9.200  | 彰17線       |                  |
| 秀水鄉 | －       |        |              |                  |
| 秀水鄉 | 大路店   | －     | 彰55線       | 與彰55線共線起點 |
| 秀水鄉 | 大路店   | －     | 彰55線       | 與彰55線共線終點 |
| 秀水鄉 | 安溪     | －     | 彰57-1線     | 彰57-1線起點     |
| 彰化市 | 下莿桐腳 | －     | 彰57-1線     | （同上）         |
| 彰化市 | 下莿桐腳 | －     | （地區道路） |                  |
| 彰化市 | 頂莿桐腳 | 11.100 | 縣道135號    |                  |
| 彰化市 | 頂莿桐腳 | 11.322 | 台19線       | 公路終點         |
| 共線   |          |        |              |                  |

## 沿線路名
- 鹿草路
- 中正路
- 彰鹿路

## 沿線設施與景點
- 鹿江國際中小學
- 鹿港基督教醫院
- 鹿港天后宮
- 鹿港老街
- 彰化縣立鹿港國民中學
- 彰化縣福興鄉公所
- 彰化縣福興鄉日新國民小學